# فيرن بيل
فيرن بيل (بالإنجليزية: Fern Bell)‏ هو لاعب كرة قاعدة أمريكي، ولد في 21 يناير 1913 في أدا في الولايات المتحدة، وتوفي في 29 أغسطس 2000 في رانتشو ميراج في الولايات المتحدة.

## وصلات خارجية
- فيرن بيل على موقعبيزبول رفرنس.كوم (الدوري الرئيسي) (الإنجليزية)
- فيرن بيل على موقعبيزبول رفرنس.كوم (الدوري الثانوي) (الإنجليزية)